# Print Wikipedia: from Aachen to Zylinderdruckpresse

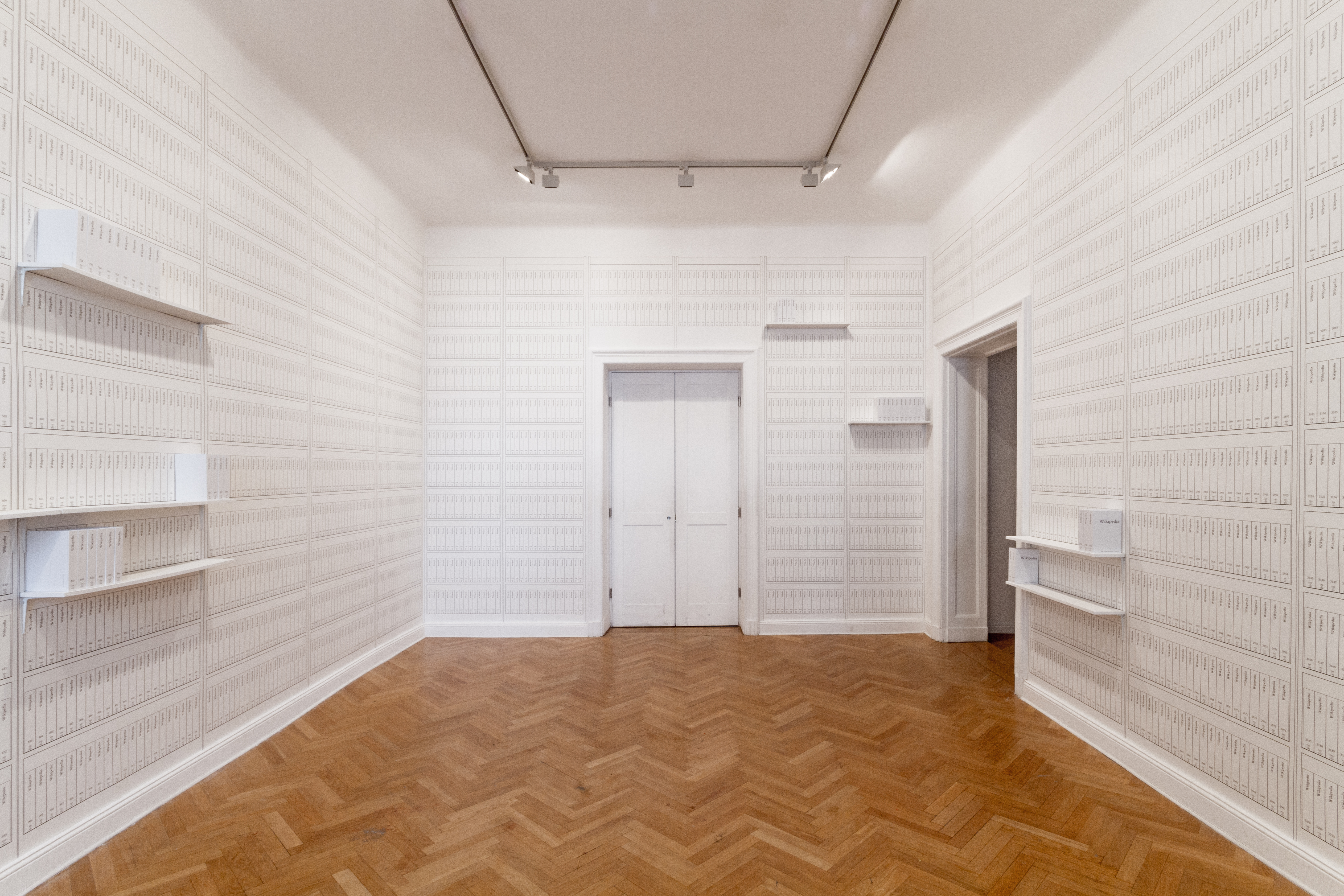
Ansicht der Ausstellung

Print Wikipedia: from Aachen to Zylinderdruckpresse ist eine Ausstellung von Michael Mandiberg aus dem Jahr 2016, für die alle deutschsprachigen Artikel der Internet-Enzyklopädie Wikipedia in eine Buchvorlage verwandelt wurden.

## Entstehung
Mandiberg selbst befasste sich seit dem Jahr 2009 mit Wikipedia, weil Artikel über zeitgenössische Kunst fehlten. 2015 druckte Mandiberg Teile der englischen Sprachversion der Wikipedia im Projekt Print Wikipedia, das auf insgesamt 7600 Bände kam. Mit dem Projekt sollte die große Menge an Daten der Wikipedia auch haptisch und visuell erfahrbar gemacht werden: „Wenn ich sage, dass die deutschsprachige Wikipedia so und so viele Gigabyte Daten umfasst, sagt dir das gar nichts. Aber wir verstehen, wie viele Informationen in einem Buch stecken.“
An der Installation von Print Wikipedia: from Aachen to Zylinderdruckpresse waren viele Menschen beteiligt. Nach Aussage des Programmierers Jonathan Kiritharan war besonders aufwendig, die Artikel aus dem Online-Format in ein Format für den Druck umzuwandeln. Jeder Produktionsschritt benötigte mehrere Tage. Der Quelltext für die Umwandlung wurde auf dem Onlinedienst GitHub veröffentlicht. Das Hinaufladen auf einen Book-on-Demand-Dienst benötigte 14 Tage, eine Zeit, die nach Mandiberg die Kluft zwischen „gelebter und digitaler Zeitdimension“ zeigt, da viele Artikel in dieser Zeit bereits veraltet sein können.  Das Projekt zeigte daher auch den Unterschied zwischen digitalem und analogem Wissen, der unter anderem darin liegt, dass digitale Informationen aktueller gehalten werden können.

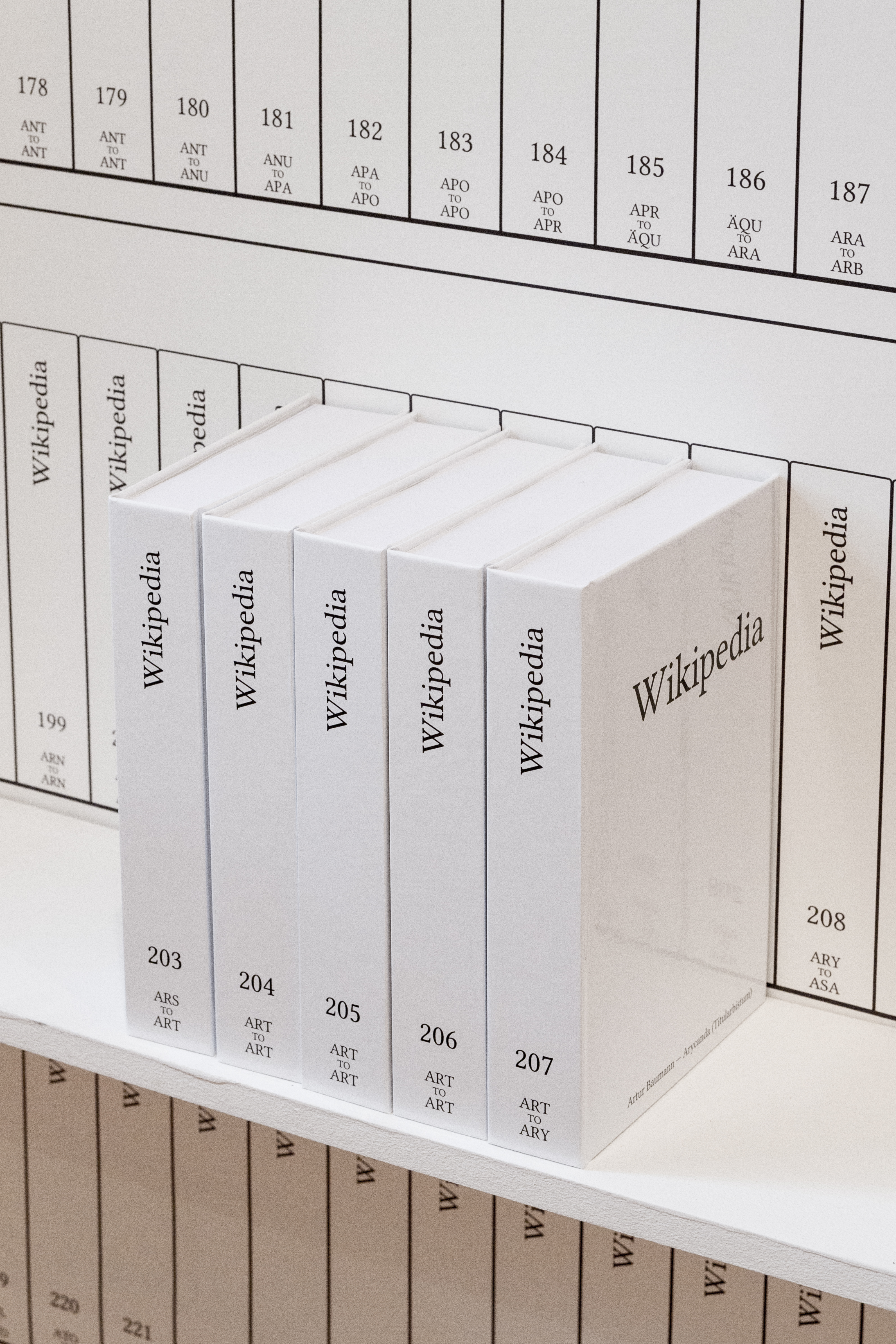
Detail der Ausstellung

## Ausstellung
Im März 2016 ergaben sich 3406 Bände, von denen 100 gedruckt worden sind. Die ungedruckten Bände wurden im Rahmen der Ausstellung in Berlin bei Import Projects, einem unkommerziellen Projektraum, als Fototapete an die Wand montiert. Sehr viel Raum nahmen Bände mit Listen von beispielsweise Komponisten und Kulturdenkmälern ein.

Als ein Vorteil einer gedruckten Ausgabe wurde die haptische Erfahrung, die Bücher anfassen und in ihnen blättern zu können, ausgemacht. Ein Nachteil einer gedruckten Version ist, dass es keine Hyperlinks gibt, denen man mit einem Klick folgen kann. Stattdessen ist ein Blättern nötig, in den allermeisten Fällen aber ein Wechsel zu einem anderen Band. 

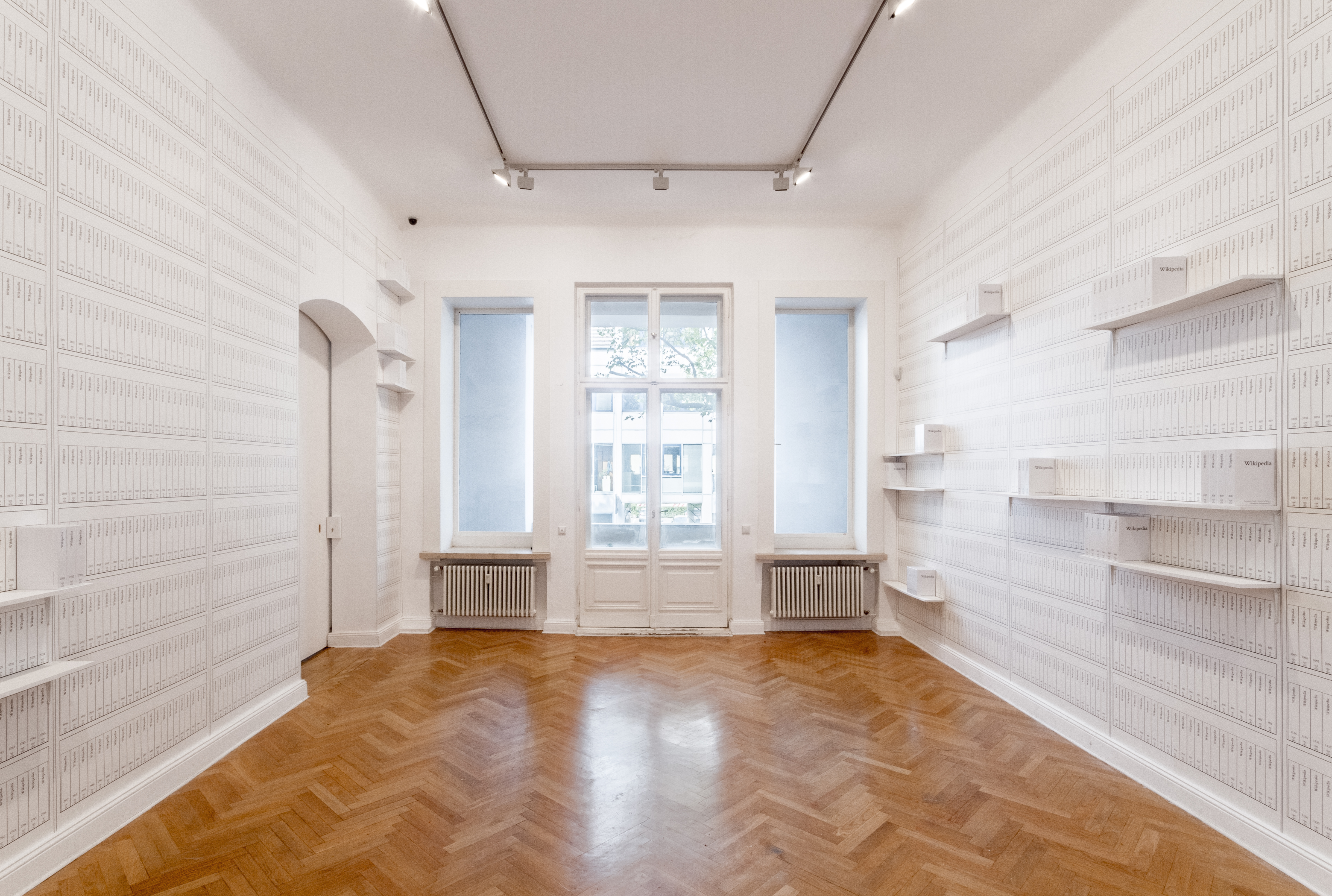
Weitere Perspektive der Ausstellung